# Wernigeröder Zeitung
Die Wernigeröder Zeitung und Intelligenzblatt war eine deutsche Tageszeitung.
Sie erschien von 1887 bis 1943 und war damals die bedeutendste Zeitung in Wernigerode.
Sie enthielt zahlreiche Beilagen wie die Landwirtschaftliche Woche oder den Illustrierten Hauskalender der Wernigeröder Zeitung.

## Weitere Zeitungen
Unter gleichem Namen erschien von 1954 bis 1991 eine Zeitung, die von Gerhard Bombös aus Stadt Allendorf herausgegeben wurde und sich an die in der Bundesrepublik Deutschland lebenden ehemaligen Wernigeröder richtete.
Am 1. März 1990 erschien mit der Wernigeröder Zeitung eine Neugründung als Ableger der Goslarschen Zeitung mit eigener Redaktion in der Unterengengasse in Wernigerode, die zum Jahresende 1995 wieder eingestellt wurde.